# Bafut (Cameroun)
Pour les articles homonymes, voir Bafut.
Bafut est une ville et une commune du Cameroun située dans la région du Nord-Ouest et le département de la Mezam. Capitale historique du royaume (Fondom en langue locale) et du peuple Bafut, elle est le siège d'une chefferie supérieure de 1er degré, dont les édifices sont inscrits sur la liste indicative du patrimoine mondial de l'Unesco.

## Géographie
La ville est située à proximité de la route nationale 11 (Ring road) à 19 km au nord du chef-lieu régional Bamenda.
| Benakuma | Wum        | Njinikom, Belo |
| Mbengwi  | Bafut      | Tubah          |
| Mbengwi  | Bamenda II | Bamenda III    |

## Population

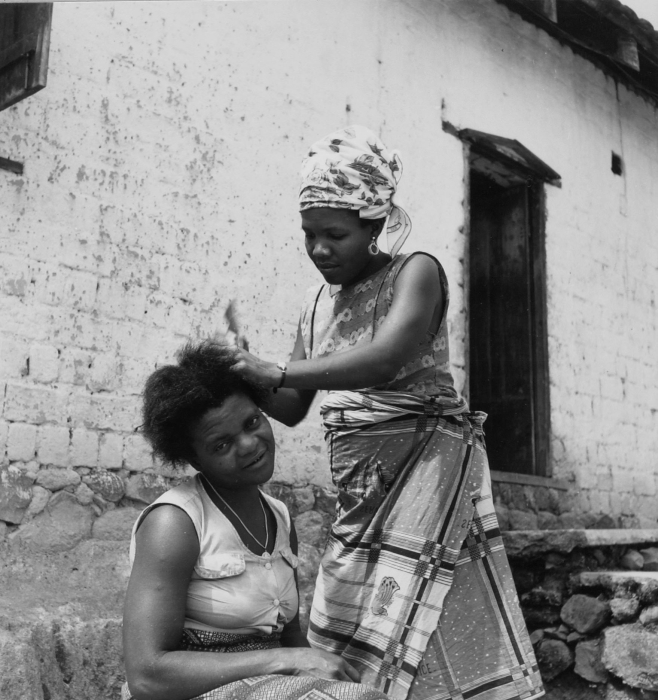
Femmes coiffeuses de Bafut au Cameroun

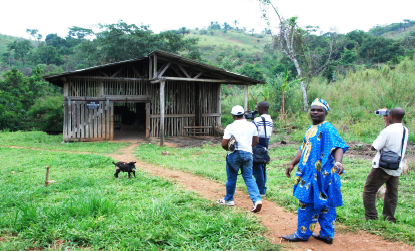
Population de Bafut au Cameroun

Lors du recensement de 2005, la commune comptait 57 930 habitants, dont 16 388 pour Bafut Ville.

## Administration et quartiers

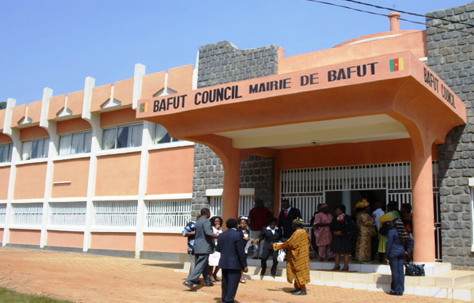
Mairie de Bafut

La commune de Bafut (Bafut Council) est fondée en 1993 par démembrement de la commune voisine de Tubah, le premier maire est élu lors des élections municipales de 1996.
| Période     | Identité            | Parti | Notes                  |
| ----------- | ------------------- | ----- | ---------------------- |
| 1996 -      | ?                   |       |                        |
| 2007 - 2020 | Abel Langsi Ngwasoh | SDF   | professeur de sciences |
| depuis 2020 | Lawrence Ngwakongoh | RDPC  |                        |

Outre Bafut proprement dit, la commune comprend les villages suivants  :

### Bafut Town
- Agyati
- Bujong
- Manji
- Mankaha
- Mbebali
- Nchum
- Niko
- Njibujang
- Njinteh
- Nsem

### Bafut Rural

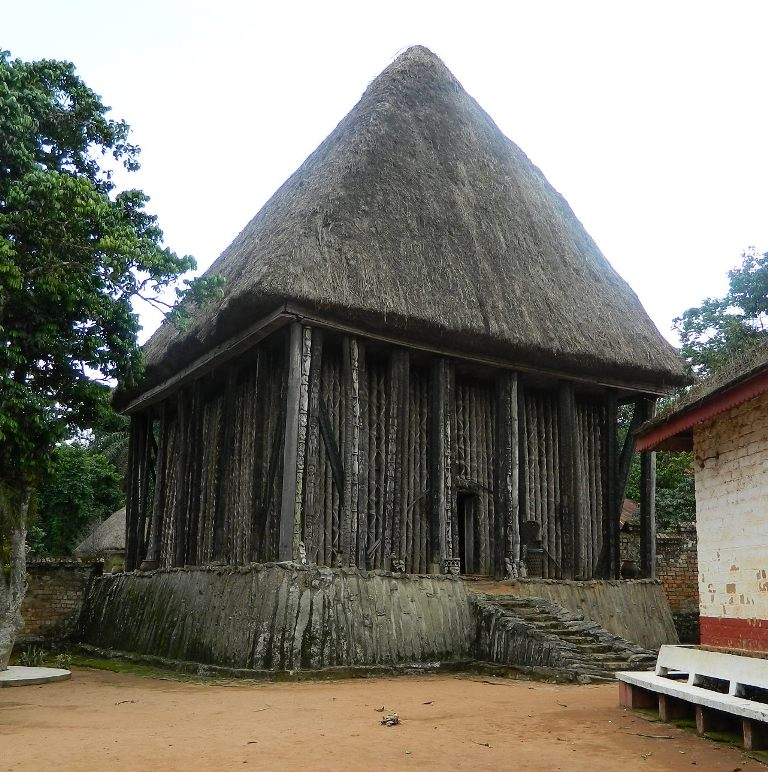
Case traditionnelle de la chefferie Bafut au Cameroun

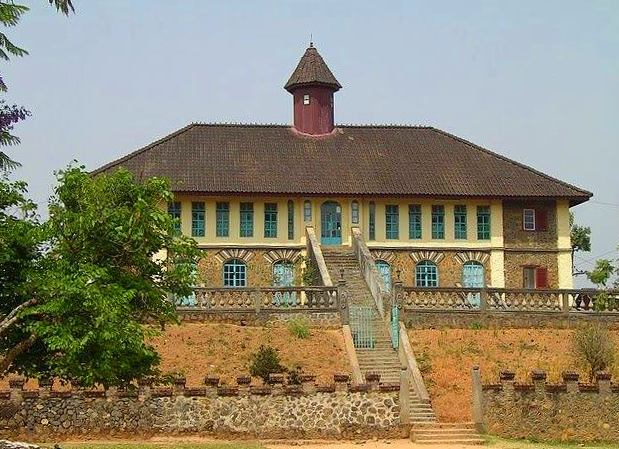
Musée à la chefferie Bafut

- Akosia-Mforya
- Manji
- Bawum
- Bukari
- Butang
- Buwe-Acheni
- Buwi
- Mambu
- Mankanikong
- Mankwi
- Mantaa
- Mbakong
- Mbebili
- Mundum
- Nchum
- Nsoh
- Ntabuwe
- Ntangoh
- Obang
- Otang
- Tingoh
- Mankaha

## Chefferie de Bafut
L'ensemble architectural de la chefferie de Bafut comprend une cinquantaine de bâtiments, construits pour la plupart en briques de terre cuite avec des toitures en tuiles. Il est composé notamment d'un palais, d’une forêt sacrée, d’une résidence des hôtes, de lieux de culte, de deux quartiers de femmes et de loges de sociétés secrètes.
En 2006, il a été proposé à l'inscription sur la liste du Patrimoine mondial.

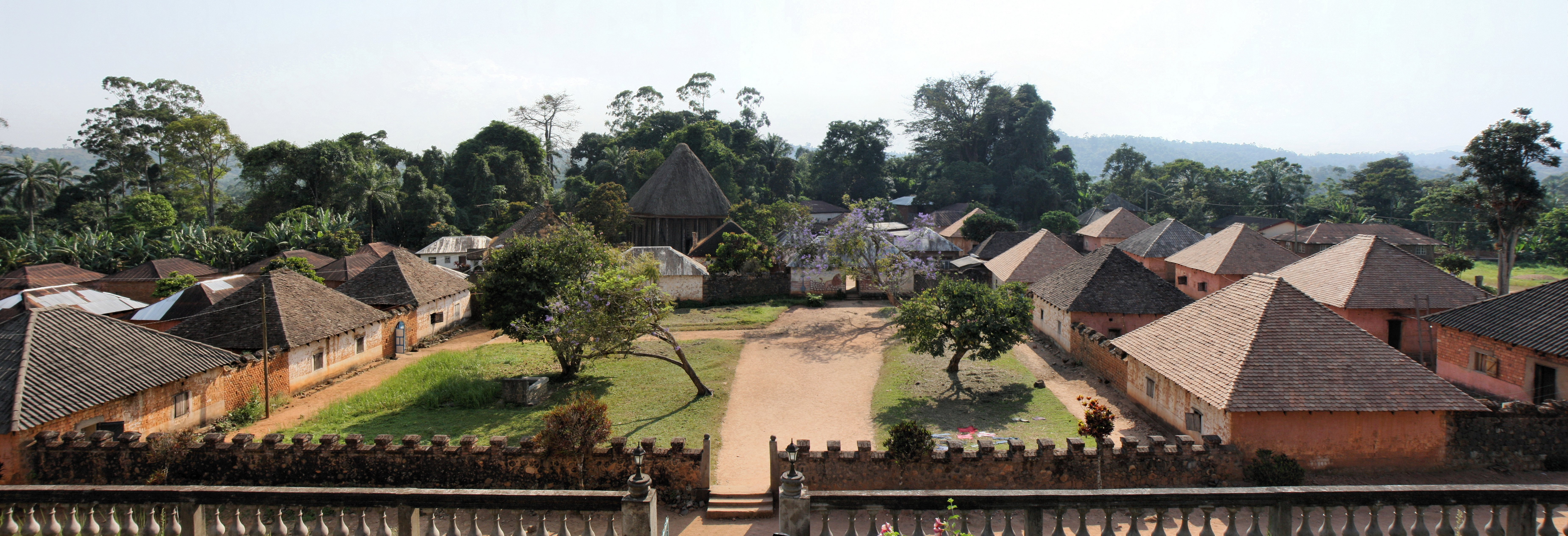
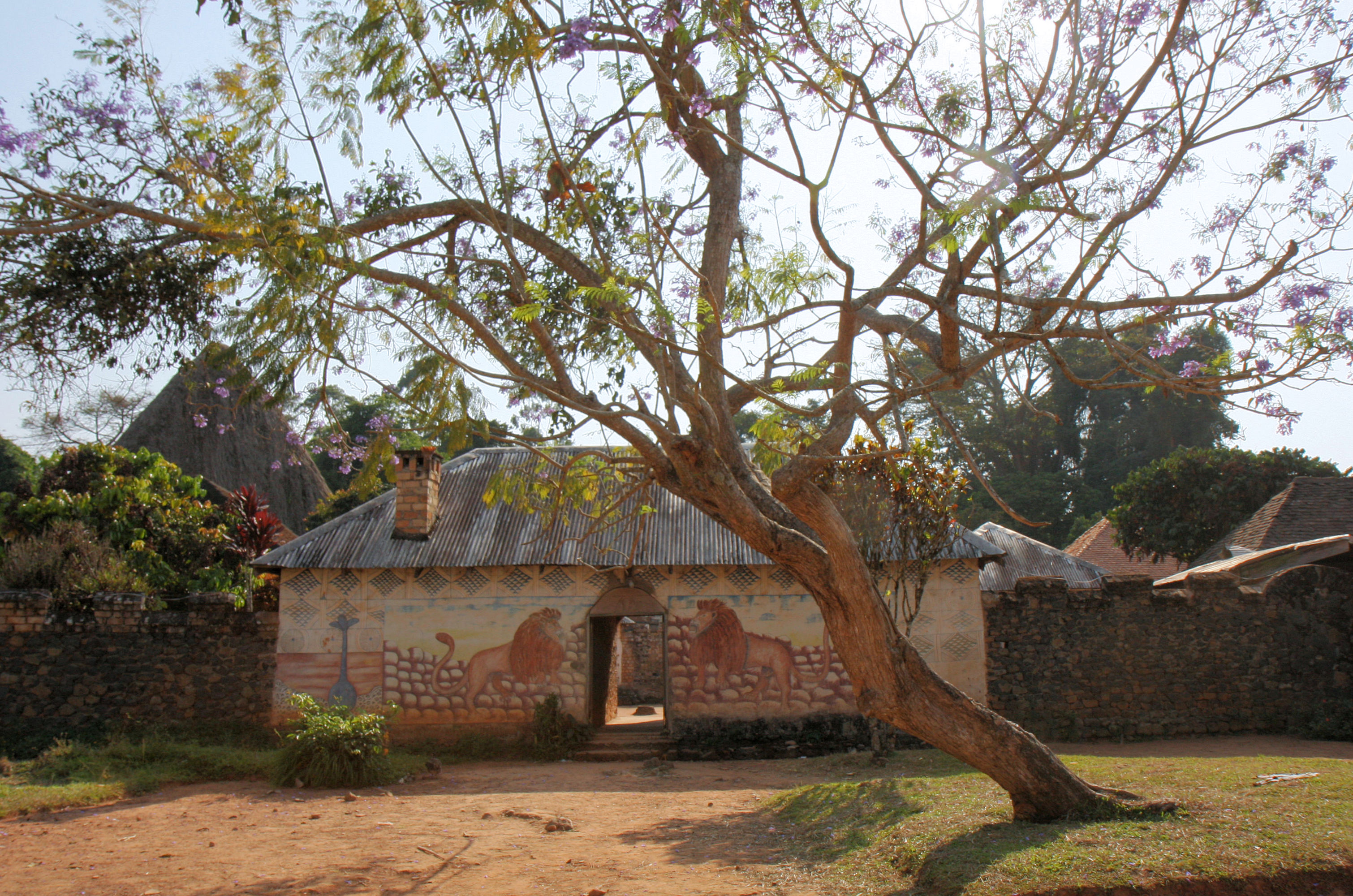
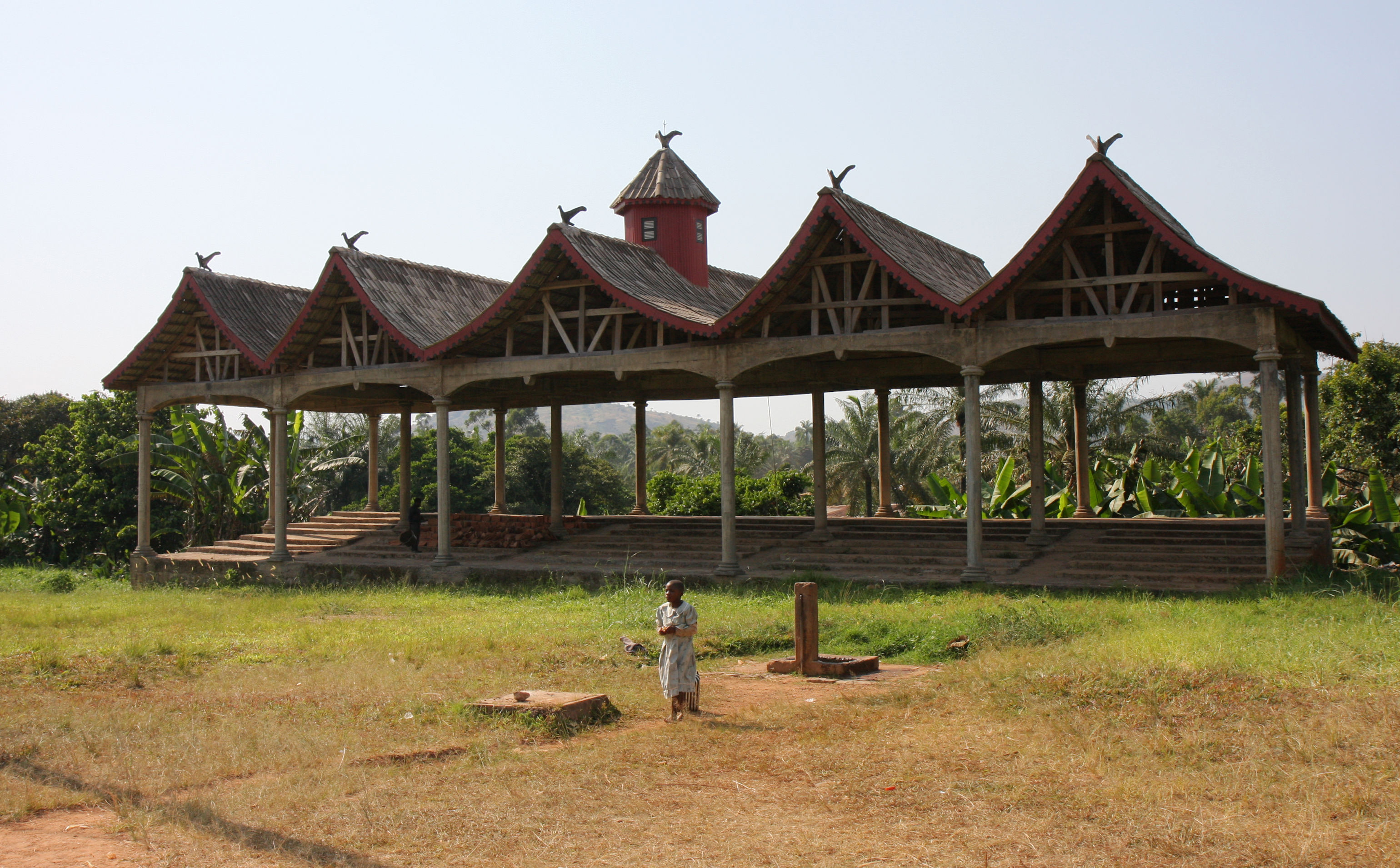
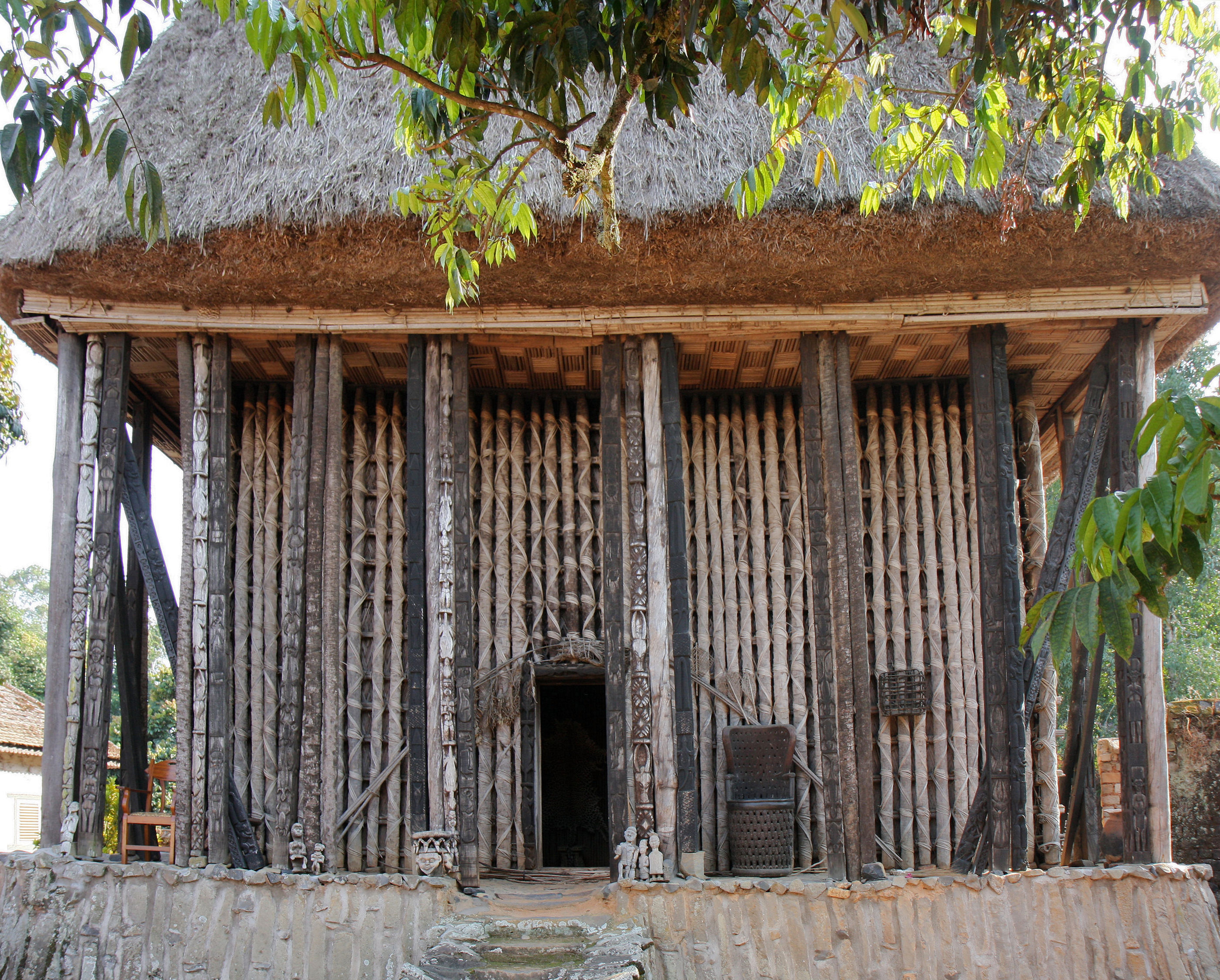
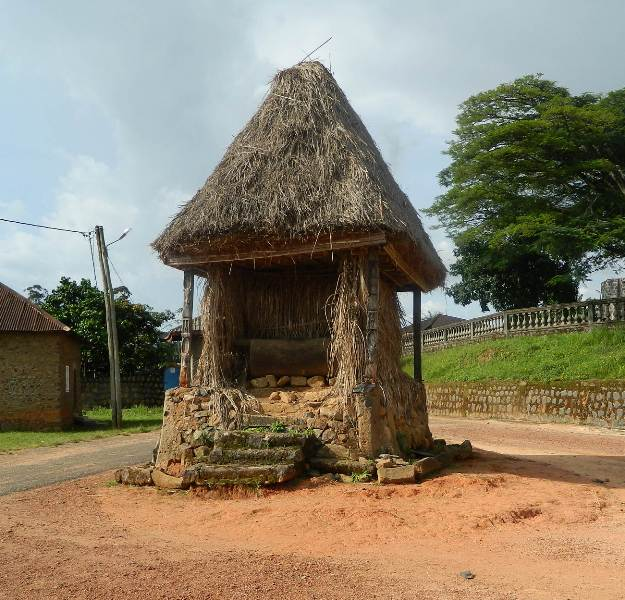
Case spéciale pour le messager (grand tam tam)

## Chefferies traditionnelles
L'arrondissement de Bafut est le siège de la chefferie de 1er degré de Bafut et de neuf chefferies traditionnelles de 2e degré :
- Mundum I
- Nsem
- Mankanikong
- Mankwi
- Mambu
- Banji
- Bawoum
- Mbakong
- Obang

## Personnalités liées à Bafut
- Margaret Fombe Fube